# Aaron Cook (fotbalist)
Aaron Cook (n. 6 decembrie 1979, Caerphilly⁠(d), Țara Galilor, Regatul Unit) este un fotbalist galez care joacă pe postul de fundaș. Din 2003 el joacă în selecționata de fotbal a Insulei Wight.